# Языки на-дене
Языки на-дене́ (также атабаскско-эякско-тлинкитские языки) — семья индейских языков Северной Америки, включающая атабаскские языки, эякский язык, тлингитский язык и, вероятно, язык хайда (связь последнего с этой семьёй является спорной). Название этно-культурной общности на-дене происходит от самоназвания одного из крупнейших её племён — атабасков.
Языки на-дене структурно резко отличаются от соседних индейских языков. В течение XX века различные лингвисты (Э. Сепир, С. А. Старостин, Э. Вайда, Дж. Гринберг, М. Рулен и другие) независимо друг от друга пришли к выводу о связи языков на-дене с сино-тибетскими и енисейскими языками (две последних семьи, согласно Старостину и Гринбергу, также находятся в родстве друг с другом). Общий праязык для енисейских языков и языков на-дене существовал в эпоху позднего мезолита.

## Состав
В наиболее непротиворечивой версии семья на-дене состоит из двух ветвей:
- Тлингитский язык: 700 носителей (Майкл Краусс, 1995);
- Атабаскско-эякские языки:
  - Эякский язык (исчез в 2008 году);
  - Атабаскские языки:
    - Северо-атабаскские языки;
    - Тихоокеанские прибрежные атабаскские языки;
    - Южные атабаскские языки (включая язык навахо, самый распространённый среди североамериканских индейских языков, и апачские языки).

По мнению сторонников Э. Сепира, язык хайда представляет собой отдельную ветвь данной семьи, тогда как атабаскские и тлингитские — другую ветвь.

## Типология
Все языки на-дене имеют крайне сложную структуру глагола, где показатели времени и наклонения вставляются между согласовательными показателями подлежащего и дополнения. Морфологическим отличием этой семьи является ряд приставок, расположенных непосредственно перед глагольным корнем, которые «повышают» или «понижают» степень переходности глагола.
Общая модель глагольной морфологии атабаскско-эякско-тлинкитских языков:
| согласование объекта | префикс согласования с формой или анатомической особенностью | префикс времени, наклонения, залога | префикс согласования с 1-м или 2-м лицом | префикс статива-перфектива | префиксы-классификаторы | основа глагола | суффикс времени, наклонения, залога |